# Sinophorus megalodontis
Sinophorus megalodontis är en stekelart som beskrevs av Sanborne 1984. Sinophorus megalodontis ingår i släktet Sinophorus och familjen brokparasitsteklar. Inga underarter finns listade i Catalogue of Life.